# Сурімана
Сурімана — драма інкського театру в жанрі аранвай. Текст п'єси, за винятком одного фрагмента, в якійсь мірі компенсується легендами і переказами, існуючими до наших днів у Болівії.

## Сюжет
В окрузі, що входить до Кольасую, одної з чвертів імперії інків, біля підніжжя засніженої гірської вершини Акхамані, жив могутній і грізний вождь-володар на ім'я Малку-Румісонко («Кондор з кам'яним серцем»). Принцеса і жриця Сонця, його дочка Сурімана, своєю красою затьмарювала всіх жінок області. Багато могутні і багаті вожді мріяли побачити її в своєму будинку у ролі коханої дружини, але безрезультатно. Про це ж мріяв юнак на ім'я Уалайчу, який проживав в невеликому гірському селищі.
Круглий сирота, не володів ні багатством, ні якими-небудь гучними титулами, здавалося, ніяк не міг претендувати на руку дівчини королівської крові. Але саме його, спритного, красивого і володаря доброго серця, Сурімана визнала гідним свого кохання. Свої почуття закохані змушені були приховувати від оточуючих. Проте чутки про любовний зв'язок Уалайчу і Сурімани незабаром дійшли до її батька. Грізний вождь без вагань вирішив покінчити з ганебним, на його думку, зв'язком і наказав своїм воїнам таємно викрасти Уалайчу, що й було негайно виконано.
Сурімана вирушає на пошуки коханого і, щоб висловити тугу, що охопила її, співає «араві смутку». Уалайчу, який знаходився у в'язниці, чує голос своєї коханої і відповідає їй також піснею, сповненої пристрасті і туги. Побачення коханих, повне піднесених і щирих зізнань, тривало кілька годин, поки не настав сонячний захід, а разом з ним і момент страти Уалайчу за наказом жорстокого і невблаганного правителя. Не бажаючи опинитися в руках катів, юнак вирішує сам покінчити з собою. Він прощається з Суріманой, відкушує власного язика і вмирає від втрати крові. Воїни, які прибули до місця зустрічі коханих, застають принцесу, що обіймає труп Уалайчу. Вони приводять її в палац, і вона благає батька віддати розпорядження поховати тіло загиблого на приналежній їй ділянці землі, на якому було посаджено картоплю.
Щоночі Сурімана приходить до місця поховання коханого, щоб повідати йому про свою вічної любові. Зрештою, душевні сили залишають принцесу, вона кидається з обриву в надії знову з'єднатися з коханим в новому житті.
Через деякий час Румісонко, що невпинно оплакував свою доньку, наказує зібрати врожай картоплі з ділянки, що належав Сурімані. На здивування володаря, коли на полі виявили кущі картоплі того виду, який тут ніколи раніше не вирощували. Румісонко, цілує ці кущі, обливаючи їх сльозами. «Пачамама, — говорить Румісонко, — посилає цей новий вид картоплі, щоб нагадувати мені про мою жорстокості і щоб моя дочка до її повного воскресіння втілилася б у цій благородній рослині». Новий сорт картоплі він називає ім'ям доньки.
Починаючи з цього моменту у Румісонко змінюється характер: доброта і турбота про бідних і старих наповнюють його серце і керує всіма його діями і вчинками.